# كاكي (فاكهة)

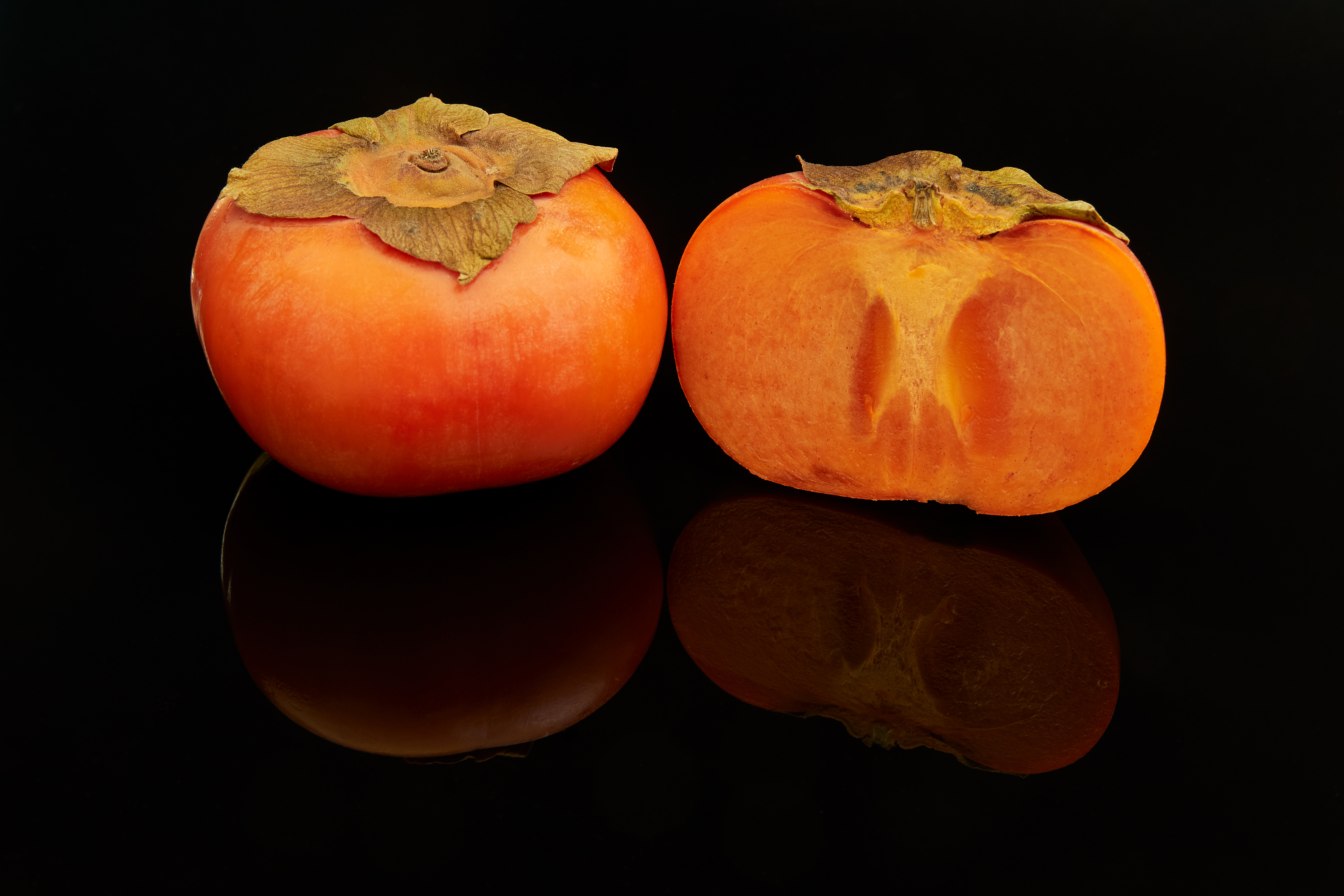
برسيمون فويو

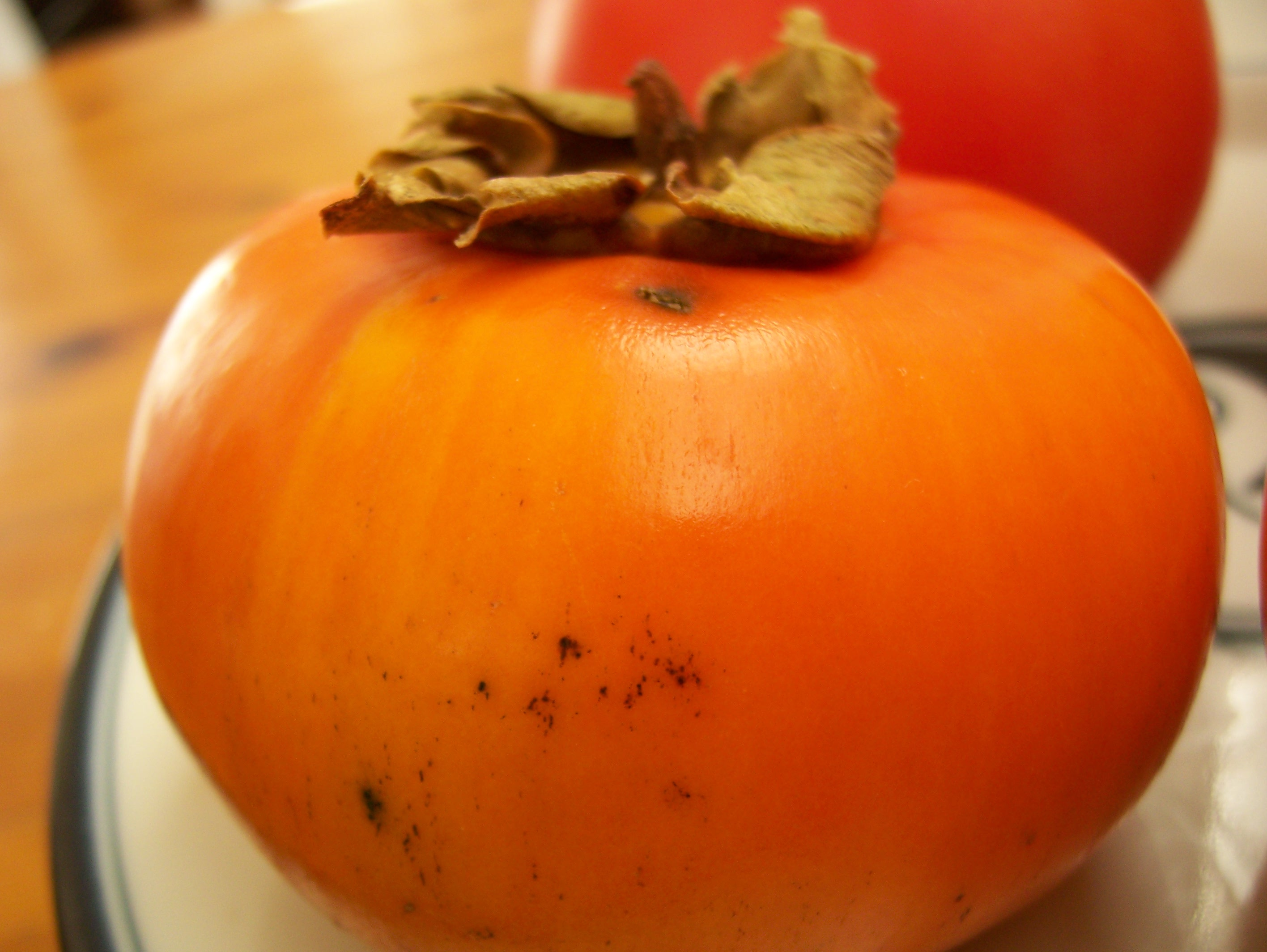
التين الكاكي

التين الكاكي أو الكاكا أو القاقا أو الخرما أو البرسيمون (بالإنجليزية: Persimmon)‏ معروفة لدى قدماء اليونان بـ «ثمرة الآلهة». وهي ثمرة عدة أشجار من جنس الخرمال وخاصة الخرمال الكاكي، أصلها اليابان وتزرع في شمال وشرق قارة آسيا في درجة حرارة لا تتجاوز 27 درجة مئوية تتميز بطعمها الحلو والرائع تزرع في جميع قارة آسيا وفي بلاد الشام وتركيا وفي الشمال الغربي وفي منطقة نابل للبلاد التونسية حيث يسمى بالـكـريـمــة ولها أنواع كثيرة تختلف في الحجم والذوق. يُعَد كلٌ من الكاكي الياباني (الذي زُرِع منذ حوالي 1300 عام في اليابان) والأمريكي من الأنواع المهمة للتجارة.

## وصف
مثل الطماطم، لا يُعتبر الكاكي عادةً توتًا، ولكن من الناحية الشكلية فإن الفاكهة هي في الحقيقة توت. تُزرَع شجرة الكاكي على نطاق واسع، يصل ارتفاع الشجرة عادة من 4.5 إلى 18 مترًا (15 إلى 60 قدمًا) وتكون مستديرة القمة. عادة ما تكون منتصبة، ولكن في بعض الأحيان يمكن أن تكون ملتوية أو يكون لها مظهر صفصاف. يبلغ طول الأوراق من 7 إلى 15 سم (2.8-5.9 بوصة)، وهي مستطيلة الشكل مع أعناق بنية اللون بطول 2 سم (0.8 بوصة). الأوراق مصنوعة من الجلد ولامعة على السطح العلوي وبنية وحريرية في الأسفل، أيضًا هي نفضية ولونها أخضر مُزرِق. في الخريف، يتحولون إلى اللون الأصفر أو البرتقالي أو الأحمر.
عادة ما تكون أشجار الكاكي ثنائية المسكن، مما يعني أن أزهار الذكور والإناث تُنتَج على أشجار منفصلة. تحتوي بعض الأشجار على أزهار من الذكور والإناث، وفي حالات نادرة قد تحمل زهرة خنثى، والتي تحتوي على أعضاء تناسلية من الذكور والإناث في زهرة واحدة. أزهار الذكور وردية، وتظهر في مجموعات من 3. لديهم كأس من 4 أجزاء وكورولا و 24 سداة في صَفَّين. الزهور الأنثوية بيضاء كريميّة اللون، وتظهر منفردة. لديهم كأس كبير، وبتلات صفراء مكونة من 4 أجزاء، و 8 أسدية غير مُنتِجة، ومبيض دائري يحمل القلم والميسم. الزهور «المثالية» هي هجين بين الاثنين.
تنضج فاكهة الكاكي في أواخر الخريف ويمكن أن تبقى على الشجرة حتى الشتاء. بالنسبة للون، تتراوح الثمار الناضجة للسلالات المزروعة من اللون الأصفر الفاتح اللامع إلى البرتقالي الأحمر الداكن إلى البرتقالي الداكن حسب النوع والتنوع. وهي تختلف بالمِثل في الحجم من 1.5 إلى 9 سم (0.6 إلى 3.5 بوصة) في القطر، وفي الشكل قد تكون الأصناف كروية أو بلوطية أو على شكل قرع. يكون اللحم قابضًا حتى ينضج تمامًا ويكون لونه أصفر أو برتقالي أو بني داكن. تُصنَّف ثمار الكاكا إلى قابضة وغير قابضة، فأما القابضة فتكون ناضجة تمامًا وطرية، وأما الثمار غير القابضة فتكون صلبة بعض الشيء ويمكن أكلها كما هي، أو تركها حتى تنضج أكثر وتصبح طرية. جميع أصناف الكاكا الأمريكي قابضة، بينما الآسيوية يكون منها قابض وغير قابض. الكاكا الآسيوية تساوي في الحجم حبة الدراق تقريبًا، وأما الأمريكية فحجمها قريب من حجم حبة البرقوق. الكاكا الأمريكية والآسيوية حلوة المذاق عندما تكون طرية، ولها رائحة كالعسل. يكون المذاق حلوًا أيضًا إذا كانت الثمار صلبة غير قابضة، لكنه يكون أقل من تلك.

## الإزهار والإثمار

الإنتاج سنة 2006

اشجار الكاكا ثنائية المسكن. منها ما ينتج ازهاراً مؤنثة فقط، كما في الأصناف هاشيا Hachiya وفيويو Fuyu، التي تعقد ثمارها بكرياً ولو لم تتم عملية التلقيح، إذ تكون الثمار في هذه الحالة عديمة البذور، ومنها ما ينتج أزهاراً مذكرة فقط، وإذا ما صادف وجود أشجار مذكرة بجانب الأشجار المؤنثة، فإن عملية التلقيح قد تحدث، وينتج عن ذلك ثمار بذرية ذات جودة أعلى من تلك عديمة البذور. يبدأ التمايز الزهري في الكاكا في شهر تموز الذي يسبق موعد تفتح البراعم في الربيع التالي، وينتج عن تفتح البراعم الزهرية في الأشجار المذكرة نوارات بشكل عناقيد زهرية، بينما ينتج عن تفتح البراعم في الأشجار المؤنثة أزهار مفردة. وتحمل أزهار الأشجار المؤنثة أو عناقيد أزهار الأشجار المذكرة جانبياً على أفرع حديثة التكوين، أي أن البراعم الثمرية مختلفة.

## المناخ

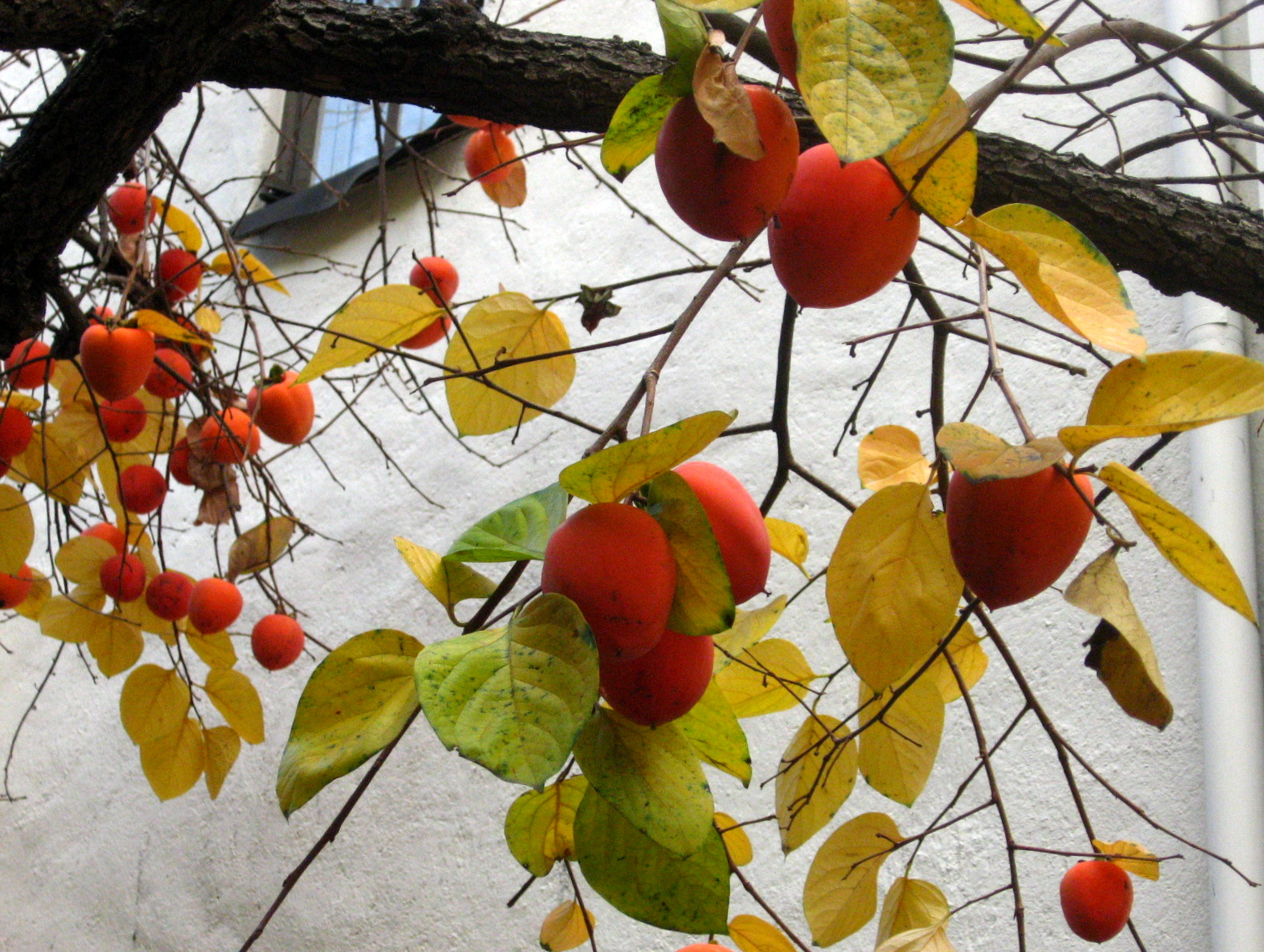
الكاكي في ديسمبر كانون الأول

تنجح زراعة أصناف الكاكا بشكل تجاري في تحت الاستوائية، والمدارية المعتدلة، التي يشبه مناخها مناخ منطقة البحر الأبيض المتوسط، ولا تستطيع الأشجار تحمل درجة الحرارة التي تقل عن الصفر المئوي إذ تصاب الأشجار بأضرار بالغة، كما أن احتياجات الكاكا لبرودة الشتاء لا تزيد في مجموعها على 100 ساعة.

## التربة
تجود زراعة الكاكا في مدي واسع من التربة، ولكنها تفضل التربة العميقة ذات الصرف الجيد.

## طرق التكثير
تكثر الكاكا عادة بإجراء التركيب السوطي Whip grafting علي الأصول البذرية، وقد يستخدم التطعيم الدرعي، كما تكثر بالسرطانات الجذرية.

## مسافات الزراعة
تختلف مسافات الزراعة في الكاكا باختلاف الأرض وخصوبتها والأصناف المزروعة، إذ تكون المسافة 3.5 متراً بين الأشجار في الصف الواحد وكذلك بين الصفوف في حالة الأصناف قليلة النمو مثل هياكومي Hyakume، وتزداد إلى أربعة أو ستة أمتار في الأصناف القوية مثل هاشيا Hachiya وتاموبان Tamopan

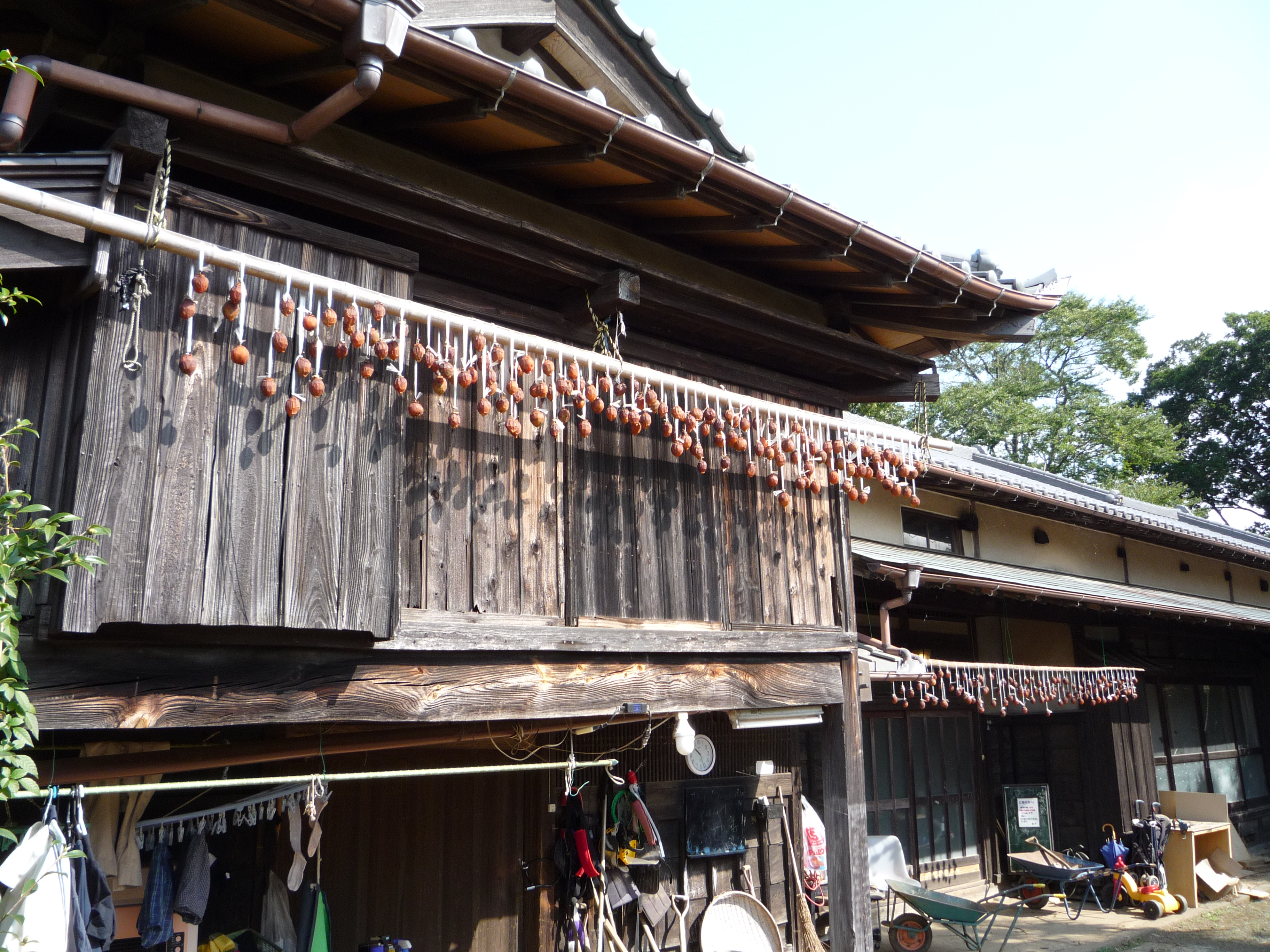
فواكه الكاكي اليابانية معلقة حتى تجف بعد الحصاد

## عمليات الخدمة
تحتاج الكاكا إلى عمليات الخدمة الآتية:
1. التقليم: بما أن خشب الكاكا هش سريع الكسر، خاصة عند حمل الاشجار حملاً غزيراً، فإن تقليم الأشجار يجب أن يعمل علي تكوين هيكل قوي للشجرة ذي أفرع جانبية بزوايا منفرجة، وتربي أشجار الكاكا عادة بطريقة القائد الوسطي المحور. ويجب أن يعمل التقليم علي تكوين أفرع سنوية بطول 20-30سم، ويجب أن لا يكون التقليم شديداً، تجنباً لا نتاج أفرع غير مثمرة، بسبب زيادة طولها، ويشمل التقليم أيضاً إزالة الأفرع الجافة والمكسورة والمتداخلة والمصابة.
2. الحراثة: تحرث الأرض قبل نزول الأمطار، وفي الصيف يحرث البستان مرة أخرى.
3. التسميد: تسمد أشجار الكاكا سنوياً بأحد الأسمدة النيتروجينية بغرض تشجيع النموات الخضرية. ويجب عدم المبالغة بالتسميد النيتروجيني تجنباً لتكوين أفرع خضرية بطول (أكثر من 30سم)مما يؤدي إلى سقوط الثمار قبل نضجها.
4. الري: يلزم ري أشجار الكاكا خاصة في المناطق التي يخلو صيفها من الأمطار، إذ تودي قلة الري إلى صغر حجم الثمار.
5. خف الثمار: تعاني اشجار الكاكا (مثل بعض أشجار الفاكهة الأخرى كالزيتون)من ظاهرة تبادل الحمل(المعاومة)، ولذا يراعي إجراء خف الثمار في سنة الحمل الغزيرة.
6. ربط الفرع: نظراً لسهولة كسر الأفرع فإنه يجب تثبيت عمود خشبي وسط الشجرة، ثم ربط الأفرع إليه منعاً لتكسرها خاصة في أثناء الإثمار.

## الآفات
تصاب الكاكا بذبابة الفاكهة والبق وحفار الساق والحلم وهذه يجب مكافحتها بالطرق الملائمة.

## النضج والجني
تظهر ثمار الكاكا طعماً قابضاً لاحتوائها مواد تانينية Tannins أثناء نموها وحتى وصولها مرحلة النضج، إذ يقل الطعم القابض، ويستمر كذلك حتي وصول الثمار مرحلة النضج الاستهلاكي Ripe ويستدل علي وصول الثمار مرحلة النضج وجاهزيتها للقطف عندما تظهر الثمار اللون البرتقالي المحمر، ويمكن قطف الثمار عند وصولها مرحلة النضج، ومن ثم يجري إنضاجها بإحدى الطرق التالية:
1. معالجة الثمار بثاني أكسيد الكربون CO2 أو غاز الأثيلين C2H4 إذ يختفي الطعم القابض بداخلها.
2. حفظ الثمار الناضجة في أكياس بلاستيكية مع وضع بعض ثمار الموز أو التفاح أو الكمثري الناضجة معها، ثم توضع الأكياس المغلقة في غرفة درجة حرارتها (20-25 س) لأيام عديدة، ويعمل الغاز (أثلين) المنبعث من الثمار الأخرى علي إنضاج ثمار الكاكا. وتقطف ثمار الكاكا في أواخر الخريف، وهنالك بعض الأصناف مثل فيويو Fuyu يغيب الطعم القابض عقب وصولها مرحلة النضج وبذلك لا تحتاج إلى إنضاج.

## الأصناف
1. هشيا Hachiya: ثماره ذات قشرة ولب برتقاليين، وهي قلبية الشكل، وتعقد بكرياً.
2. فويو Fuyu: ثماره لا تظهر الطعم القابض، أما لحمها متماسك، وهي تشبه ثمرة البندورة شكلاُ، وتعقد بكرياً.
3. تموبان Tamopan
4. هياكومي Hyakume

### الأصناف الرئيسية في الولايات المتحدة الأمريكية
يوجد صنفان رئسيان يُزرَعان في الولايات المتحدة الأمريكية، وهما:
- ديوسبيروس كاكي (Diospyros kaki)، ويُسمى أيضًا الكاكا الياباني والكاكا الآسيوي والكاكا الشرقي، موطنه اليابان وبورما والصين وجبال الهيمالايا وشمال الهند. يُزرَع في الولايات المتحدة الأمريكية لأغراض التجارة، بشكل أساسي في كاليفورنيا ثم فلوريدا، وفي تكساس بدرجة أقل.
- ديوسبيروس فيرجينيانا (Diospyros virginiana)، ويُسمى أيضًا الكاكا الأمريكي، موطنه شرق أمريكا الشمالية. يُزرَع في الولايات المتحدة الأمريكية بنسبة أقل.[11]

## المحتوى الغذائي والكيميائي
مقارنةً بالتفاح، يحتوي الكاكي على مستويات أعلى من الألياف الغذائية وبعض المعادن الغذائية، ولكنها عمومًا ليست مصدرًا مهمًا للمغذيات الدقيقة، باستثناء المنغنيز (17% من القيمة اليومية، DV) وبيتا كاروتين (10)% من القيمة اليومية). يُعتبر الكاكي الأمريكي الخام مصدرًا غنيًا بفيتامين سي (80% من القيمة اليومية) والحديد (19% من القيمة اليومية).
تحتوي ثمار الكاكي على كيميائيات نباتية، مثل الكاتيشين و الغالوكاتشين (Gallocatechol) و حمض البتيولينيك (Betulinic acid).

## المعلومات الغذائية
| العنصر الغذائي              | الكمية | الوحدة      |
| --------------------------- | ------ | ----------- |
| ماء                         | 80.32  | غرام        |
| طاقة                        | 70     | سعرة حرارية |
| دهون                        | 0.19   | غرام        |
| بروتينات                    | 0.58   | غرام        |
| حديد                        | 0.15   | ملغرام      |
| ألياف غذائية                | 3.6    | غرام        |
| كربوهيدرات                  | 18.59  | غرام        |
| سكريات                      | 12.53  | غرام        |
| كالسيوم                     | 8      | ملغرام      |
| صوديوم                      | 1      | ملغرام      |
| مغنيسيوم                    | 9      | ملغرام      |
| بوتاسيوم                    | 161    | ملغرام      |
| نحاس                        | 0.113  | ملغرام      |
| فسفور                       | 17     | ملغرام      |
| فيتامين أ                   | 81     | ميكروغرام   |
| فيتامين بـ6                 | 0.1    | ملغرام      |
| فيتامين بـ12                | 0      | ميكروغرام   |
| فيتامين ج                   | 7.5    | ملغرام      |
| فيتامين د (د2+د3)           | 0      | ميكروغرام   |
| فيتامين هـ (ألفا توكوفيرول) | 0.73   | ملغرام      |
| فيتامين ك                   | 2.6    | ميكروغرام   |
| زنك                         | 0.11   | ملغرام      |
| سيلينيوم                    | 0.6    | ميكروغرام   |
| ريبوفلابين                  | 0.02   | ملغرام      |
| حمض الفوليك                 | 0      | ميكروغرام   |
| فوليت                       | 8      | ميكروغرام   |
| ثيامين                      | 0.03   | ملغرام      |
| نياسين                      | 0.1    | ملغرام      |
| كولين                       | 7.6    | ملغرام      |
| كوليسترول                   | 0      | ملغرام      |
| أحماض دهنية مشبعة بالكامل   | 0.02   | غرام        |

## الإنتاج
| البلد          | الإنتاج (بملايين الأطنان) |
| -------------- | ------------------------- |
| الصين          | 3.21                      |
| كوريا الجنوبية | 0.32                      |
| اليابان        | 0.21                      |

يزرع الكاكي في المملكة المغربية في منطقة الخميس ومكناس وحول الرباط والقنيطرة. تقدر المساحة المزروعة بـ 10 هكتارات فقط. أما في تونس فيعود إدخال شجرة الكاكي الأواى عام 1943 في منطقة «وشتاتة» (معتمدية نفزة ولاية باجة). الآن الكاكي موجود في الشمال الغربي من البلاد، في مناطق نفزة وعين الصبح - الناظور في ولاية باجة، في عين دراهم، في جندوبة ولكن أيضا في الوطن القبلي. الإنتاج منخفض. أما في الجزائر فيُزرع الكاكي في مدن مليانة ومشتراس وتلمسان والبليدة والمدية. تسمى الكاكي في هذه المدن الثلاث الأخيرة «عين البقرة».